# Knut Østby
Knut Østby, né le 12 novembre 1922 à Modum et mort le 6 août 2010 à Bærum, est un kayakiste norvégien pratiquant la course en ligne.

## Palmarès

### Jeux olympiques (course en ligne)
- 1948 à Londres
  -  Médaille d'argent en K-2 10 000 m [1]